# Фьестад, Мая
Керстин Мария (Мая) Фьестад (швед. Kerstin Maria (Maja) Fjæstad, урождённая Халлен (швед. Hallén); 30 мая 1873, Хёрбю — 15 ноября 1961, Арвика) — шведская художница-портретистка, художница по текстилю и гравёр. Вместе со своим мужем Густавом Фьестадом в 1890—1900 годы она была активным членом колонии художников Ракстад в Вермланде. В 1922 году она вошла в число 12 художников, создавших в соседней Арвике ремесленную ассоциацию «Arvika Konsthantverk», которую она возглавляла до 1948 года. Среди её наследия выделяются многочисленные гравюры на дереве, созданные в 1910-е годы и сочетающие в себе скандинавские и азиатские мотивы с изображениями ветвей вишни или весенних цветов. Некоторые из них хранятся в коллекциях музея Виктории и Альберта и Британского музея.

## Ранние годы
Керстин Мария Халлен родилась 30 мая 1873 года в Хёрбю (провинция Сконе) в семье священнослужителя Ларса Халлена и Софии Бенедикты (урождённой Тредгорд). Окончив школу в Ландскруне она продолжила учёбу в Техническом колледже в Мальмё, беря частные уроки живописи. Получив работу от Музея истории культуры Лунда, она сосредоточилась на текстильном искусстве. После того как в начале 1890-х годов ей было отказано в поступлении в Академию изящных искусств Седиш, она обучалась живописи у Керстин Кардон, а с 1893 по 1895 год посещала занятия в школе Ассоциацию художников, где её преподавателями были Рихард Берг, Карл Ларссон и Андерс Цорн.

## Карьера
В 1895 году Майя Халлен стала членом Ассоциации художников, где познакомилась с художником Густавом Фьестадом. Поженившись в 1898 году, они переехали в дом-студию в Арвике, принадлежавший скульптору Кристиану Эрикссону. Впоследствии супруги перебрались в свой собственный просторный дом, построенный по проекту Густава, куда они приглашали в гости своих друзей из Стокгольма, а также местных художников и ремесленников. Так появилась колония художников, известная как группа Раккен (швед. Rackengruppen). Видными её членами были художники Фриц Линдстрём (1874—1962) и Бьёрн Альгренссон (1872—1918).
В дополнение к своей работе с текстилем Мая Фьестад также занималась искусством по дереву и продолжала рисовать. В 1901 году она основала собственную ткацкую мастерскую. Для её произведений было характерно изображение местной растительности, часто в геометрических формах. Ранние работы Фьестад зачастую оцениваются выше, чем более поздние. Около 1915 года она начала создавать гравюры на дереве, изображающие растения и цветы, создав в общей сложности около 170 работ. Как правило напечатанные на японской бумаге, они широко выставлялись в 1920-е и 1930-е годы не только в Швеции, но и в Великобритании и США. Некоторые из них хранятся в музее Виктории и Альберта и Британском музее.
В 1922 году вместе с 12 местными художниками она основала ремесленную ассоциацию «Arvika Konsthantverk», которую возглавляла до 1948 года. Майя Фьестад умерла 15 ноября 1961 года и была похоронена в Арвике.